# Ryszard Nycz
Ryszard Nycz (ur. 9 grudnia 1951) – polski teoretyk i historyk literatury, profesor doktor habilitowany, członek rzeczywisty Polskiej Akademii Nauk.

## Życiorys
Od 1975 jest pracownikiem Instytutu Badań Literackich PAN (od 1975), a od 1988 profesorem Wydziału Polonistyki Uniwersytetu Jagiellońskiego, gdzie prowadzi m.in. zajęcia z analizy dzieła literackiego w Studium Literacko-Artystycznym). Od 1990 jest redaktorem naczelnym dwumiesięcznika Teksty Drugie.
Zajmuje się teorią literatury oraz historią nowoczesnej i ponowoczesnej literatury i kultury. Jest kierownikiem Katedry Antropologii Literatury i Badań Kulturowych WP UJ. Doctor honoris causa m.in. Uniwersytetu Opolskiego (2008).
Jest autorem około 150 publikacji. Redaktor m.in. tomów: Po strukturalizmie. Współczesne badania teoretycznoliterackie oraz Postmodernizm. Antologia przekładów.
Członek Polskiej Akademii Umiejętności oraz Collegium Invisibile.
Członek Interdyscyplinarnego Zespołu ds. Etyki w Nauce przy Ministrze Nauki i Szkolnictwa Wyższego.
W 2019 został członkiem Rady Doskonałości Naukowej I kadencji.

## Dzieła
- Sylwy współczesne. Problem konstrukcji tekstu, Warszawa 1984, Kraków 1996
- Tekstowy świat. Poststrukturalizm a wiedza o literaturze, Warszawa 1995, Kraków 2000
- Język modernizmu. Prolegomena historycznoliterackie, Wrocław 1997, 2002, 2013 (III wydanie, Wyd. Naukowe Uniwersytetu Mikołaja Kopernika).
- Literatura jako trop rzeczywistości. Poetyka epifanii w nowoczesnej literaturze polskiej, Kraków 2001
- Poetyka doświadczenia. Teoria – nowoczesność – literatura, Warszawa 2012

## Odznaczenia
- Złoty Krzyż Zasługi 1998
- Medal Komisji Edukacji Narodowej 2002
- Krzyż Kawalerski Orderu Odrodzenia Polski 2005
- Złoty Medal za Długoletnią Służbę 2018
- Srebrny Medal „Plus ratio quam vis” UJ 2022[5]